# Theodore William Richards
Theodore William Richards (31. ledna 1868 Filadelfie – 2. dubna 1928 Cambridge) byl první americký vědec, který získal Nobelovu cenu za chemii, a to za „určení atomové hmotnosti velkého počtu prvků“.
Jeho otec byl malíř a matka básnířka. Většinu jeho studia před univerzitou mu zajistila matka. Na začátku roku 1878 odjel se svou rodinou na dva roky do Evropy, kde strávili většinu času v Anglii. Po návratu do USA nastoupil v roce 1883 ve svých 14 letech na Haverford College, kde v roce 1885 získal titul bakaláře věd. Poté studoval na Harvardově univerzitě, kde v roce 1886 získal titul B.A. (Bachelor of Arts). Na Harvardu zůstal a v roce 1888 zde získal Ph.D. v chemii. Po roce studia v Německu se vrátil na Harvard, kde se nakonec v roce 1901 stal profesorem.
Zhruba půlku své kariéry se věnoval výzkumu atomových hmotností. Podle G. B. Forbese bylo do roku 1932 Richardsem a jeho studenty prozkoumáno 55 prvků. Byl první, který pomocí chemické analýzy ukázal, že prvek může mít více atomových hmotností, čímž podpořil myšlenku izotopů.

## Vybrané články
- Richards, Theodore W. Concerning the Compressibilities of the Elements, and Their Relations to Other Properties. Journal of the American Chemical Society. American Chemical Society, 1915, s. 1643 – 1656. Dostupné online. doi:10.1021/ja02172a001.
- Richards, Theodore W., Forbes, George Shannon. Energy Changes Involved in the Dilution of Zinc and Cadmium Amalgams. Carnegie Institution Report. Carnegie Institution of Washington, 1906, s. 1 – 68. Dostupné online.
- RICHARDS, Theodore W. The Scientific Work of Morris Loeb. [s.l.]: Harvard University Press, 1913. Dostupné online.